# 15 Anos Tour
Il 15 Anos è la tournée del concerto del gruppo brasiliane Rouge, in celebrazione dei quindici anni di esistenza del gruppo, supportando tutte e quattro le uscite: Rouge (2002), C'est La Vie (2003), Blá Blá Blá (2004) e Mil e Uma Noites (2005). È iniziato il 27 gennaio 2018 a Fortaleza, in Brasile.

## Date del tour
| Data             | Città          | Stato       | Luogo                            | Artisti d'apertura | Biglietti venduti / Biglietti disponibili | Incasso     |
| Sud America      | Sud America    | Sud America | Sud America                      | Sud America        | Sud America                               | Sud America |
| ---------------- | -------------- | ----------- | -------------------------------- | ------------------ | ----------------------------------------- | ----------- |
| 27 gennaio 2018  | Fortaleza      | Brasile     | Centro de Eventos do Ceará       | N.D.               | -                                         | -           |
| 2 febbraio 2018  | Belo Horizonte | Brasile     | Km de Vantagens Hall             | N.D.               | -                                         | -           |
| 9 febbraio 2018  | Florianópolis  | Brasile     | Stage Music Park                 | N.D.               | -                                         | -           |
| 10 febbraio 2018 | Joinville      | Brasile     | Yelo Stage                       | N.D.               | -                                         | -           |
| 13 febbraio 2018 | Salvador       | Brasile     | Atlantic Towers                  | N.D.               | -                                         | -           |
| 9 marzo 2018     | Curitiba       | Brasile     | Live                             | N.D.               | -                                         | -           |
| 10 marzo 2018    | Porto Alegre   | Brasile     | Pepsi on Stage                   | N.D.               | -                                         | -           |
| 24 marzo 2018    | Brasilia       | Brasile     | NET Live                         | N.D.               | -                                         | -           |
| 7 aprile 2018    | Vila Velha     | Brasile     | Shopping Vila Velha Eventi Arena | N.D.               | -                                         | -           |
| 14 aprile 2018   | Belém          | Brasile     | Hangar                           | N.D.               | -                                         | -           |